# Dryopteris madalenae
Dryopteris madalenae är en träjonväxtart som beskrevs av Fraser-jenk. Dryopteris madalenae ingår i släktet Dryopteris och familjen Dryopteridaceae. Inga underarter finns listade.